# Graeme Hawley
Graeme Hawley es un actor británico, más conocido por interpretar a John Stape en Coronation Street.

## Biografía
En 2008 se casó con la actriz Elianne Byrne, con quien tiene dos hijos: Audrey (2009) y Henry (mayo de 2011).

## Carrera
En 1998 apareció por primera vez como personaje recurrente en la serie Emmerdale Farm, donde interpretó al detective de policía Martin Crowe hasta 2005.
El 6 de mayo de 2007, se unió al elenco principal de la exitosa serie británica Coronation Street, donde interpretó al villano John Stape hasta el 3 de junio de 2011. Poco después de su salida, se anunció que Greame regresaría a la serie en octubre. Anteriormente había aparecido en la serie dos veces, primero en 1998, cuando interpretó a un policía y más tarde en dos episodios de 2001, cuando interpretó a Desmond Worthing. 
En 2008 interpretó a Barry Partridge en la serie Doctors, anteriormente había aparecido en la serie interpretando a Jim Piper en el episodio "Sons and Daughters" en 2001.

## Filmografía
Televisión:
| Año               | Título            | Personaje       | Notas                           |
| ----------------- | ----------------- | --------------- | ------------------------------- |
| 2007 - 2011       | Coronation Street | John Stape      | 337 episodios                   |
| 2008              | Doctors           | Barry Partridge | episodio "The Hex"              |
| 2006              | Shameless         | Troy Lawson     | episodio # 3.4                  |
| 1998, 2004 - 2005 | Emmerdale Farm    | Martin Crowe    | 24 episodios                    |
| 2005              | The Royal         | Arthur Graham   | episodio "The Rose Queen"       |
| 2003              | Born and Bred     | Mr. Burton      | episodio "Lost Souls"           |
| 2002              | The Forsyte Saga  | Gradman         | 2 episodio                      |
| 1999              | A Touch of Frost  | RCS Detective   | episodio "Line of Fire: Part 1" |
| 1998              | The Cops          | Maxwell         | episodio # 1.2                  |
| 1990              | Kappatoo          | Steve Williams  | -                               |
| 1990              | Alfonso Bonzo     | Wayne Ratkin    | episodio "The Brilliant Bag"    |

Películas
| Año  | Título         | Personaje | Notas                                      |
| ---- | -------------- | --------- | ------------------------------------------ |
| 2005 | The Stepfather | Detective | junto a Philip Glenister & Lindsey Coulson |
| 2001 | Strumpet       | Productor | junto a Christopher Eccleston              |

Teatro:
| Año  | Obra                                              | Personaje    | Director (a)    | Teatro                       |
| ---- | ------------------------------------------------- | ------------ | --------------- | ---------------------------- |
| 2009 | Angels with Manky Faces                           | Prisionero   | -               | Manchester's Library Theatre |
| 2006 | Love and Money                                    | Paul         | Matthew Dunster | Royal Exchange               |
| -    | Rock n Roll                                       | Jan          | Chris Honer     | Manchester Library           |
| -    | Rosencrantz & Guildenstren are Dead               | Guildenstern | Chris Honer     | Manchester Library           |
| -    | Cloud: Burst                                      | Dominic      | Chris O'Connell | Absolute Theatre             |
| -    | Street Trilogy                                    | Reuben/Gary  | Mary Babych     | Absolute Theatre             |
| -    | Little Malcolm & His Struggle Against The Eunuchs | -            | Mary Babych     | Bolton Octagon               |
| -    | Traffic and Weather                               | Chris        | Nick Moss       | Manchester Library           |
| -    | Schweyl in the Second World War                   | -            | Chris Honer     | Manchester Library           |
| -    | Howie the Rookie                                  | Rookie       | Martin Harris   | Rocket Theatre               |
| -    | Raw                                               | Addy         | Mark Babych     | Absolute Theatre             |
| -    | Measure for Measure                               | Forth        | Chris Honer     | Manchester Library           |
| -    | Hidden Markings                                   | Howard       | Nick Moss       | Manchester Library           |
| -    | Romeo and Juliet                                  | Mercutio     | Tom Scott       | Suffolk Eye                  |